# Direzione superiore studi ed esperienze

Ingresso della Direzione superiore studi ed esperienze della Regia Aeronautica (1935).

La Direzione superiore studi ed esperienze (DSSE) era un centro di sperimentazione aeronautica sorto a partire dal 1935 nei pressi di Roma, a Montecelio; prese l'eredità delle precedenti attività sperimentali del Battaglione Specialisti del Servizio Aeronautico del Regio Esercito, tra le cui file vi era anche il Tenente Giulio Costanzi e poi della Regia Aeronautica che aveva concentrato in quella zona a partire dal primo dopoguerra, e che negli anni venti vedeva già la presenza in zona di una galleria del vento perfettamente funzionante. In quegli anni, avendo come corpo centrante il DSSE, colà sorse la città di Guidonia. Il DSSE fu, negli anni immediatamente precedenti la seconda guerra mondiale, un centro di eccellenza a livello mondiale nella sperimentazione aeronautica.

## Descrizione
Alle attività della DSSE concorrevano tutte le specialità che sono tuttora inquadrate nel Corpo del genio aeronautico: ingegneri, geofisici, chimici e tecnici specializzati.
Nell'ambito di questo fermento di uomini e di idee innovative venne realizzato a Guidonia il centro per gli studi e le esperienze aeronautiche, necessario per ospitare tutte le attività della DSSE, secondo una idea originale del generale Gaetano Arturo Crocco.
Questo Centro aveva la particolarità di comprendere nel suo ambito tutti i settori della ricerca aeronautica dell'epoca: radiotecnica, armamento, tecnologia, elicistica, aerodinamica subsonica, ottica, fotografia e strumentistica. Alla ricerca nel settore della tecnica aeronautica furono via via affiancati anche altri centri di studio in un certo senso "affini", per ricerche di Medicina aeronautica, il Reparto Sperimentale di Volo e uno Stabilimento di costruzioni aeronautiche (SCA).
Presso il DSSE c'erano molti impianti all'avanguardia: la galleria a doppio ritorno, la galleria "Ultrasonica", il simulatore di vuoto, chiamato cassone pneumatico per l'alta quota, e una centrifuga per lo studio del disorientamento spaziale. Molti di questi impianti erano utilizzati dal Centro studi e ricerche di medicina aeronautica e prefigurarono attrezzature poi usate per la medicina spaziale, o portarono alla realizzazione di equipaggiamenti che si possono considerare a tutti gli effetti i precursori delle moderne  apparecchiature usate in campo astronautico. Gli esempi più eclatanti sono rappresentati dal simulatore con "ciclo-ergometro", dalla centrifuga, dalla tuta pressurizzata e dalla cabina stagna, queste due ultime utilizzate da Mario Pezzi per i suoi record di quota stabiliti negli anni ‘40.
(Gen. A.A. Giuseppe Valle - Sottosegretario di Stato - da una relazione nel 1939)
Il DSSE costituì il tentativo di realizzare un unico organismo statale di ricerca pubblica in campo aeronautico, con l'importante  compito di governare e di dirigere anche le ricerche private in questo campo al fine di evitare di disperdere energie. Sovrintendeva quindi alla attività del Centro Studi ed Esperienze di Guidonia, ma anche dei reparti studi e progettazione delle ditte private (Savoia-Marchetti, Caproni, Fiat, CANT, ecc.), riuniva gli studi effettuati all'estero e ne traeva linee di approfondimento o dati utili, dirigeva i centri di ricerca pubblici distaccati militari o annessi ad università e politecnici. Avrebbe dovuto riunire, allargare ed approfondire tutte le ricerche in campo aeronautico italiano: questo era il suo scopo istituzionale. I risultati delle ricerche del DSSE avrebbero dovuto divenire successivamente patrimonio delle industrie italiane del settore, garantendo così un predominio italico in campo aviatorio. Questo avvenne solo limitatamente, mentre in alcuni casi, invece, fu nefasto, ad esempio in campo motoristico, dove alcuni "diktat" del DSSE ritardarono lo sviluppo di propulsori ad alta potenza.